# Albaner See

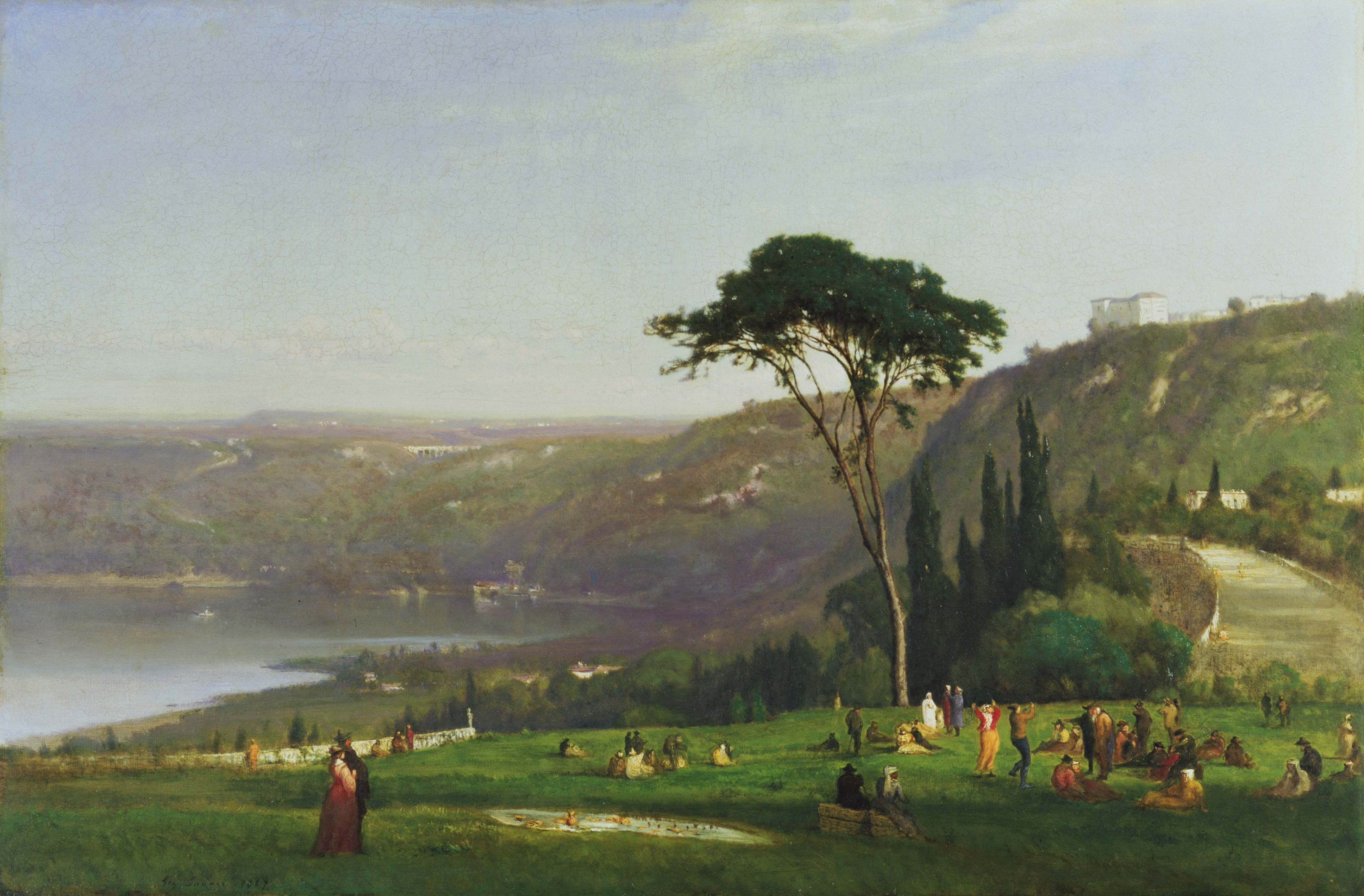
Albaner See (George Inness, 1869)

Der Albaner See (italienisch Lago Albano, auch Lago di Castelgandolfo) ist ein See in den Albaner Bergen der mittelitalienischen Region Latium südöstlich von Rom. Er wird oft fälschlich als Krater eines Vulkans, des Komplexes des Vulcano Laziale, bezeichnet, ist jedoch ein kompliziert gebautes Maar, das sich in der Caldera eines alten Vulkans gebildet hat. Er hat bei einem Umfang von etwa 10 km eine Fläche von 6 km². Der See ist bis zu 170 m tief. Der Wasserstand des Albaner Sees wird durch einen antiken Abflusstunnel geregelt, der (angeblich nach einem Spruch des Orakels von Delphi) 398 v. Chr. angelegt wurde. Durch den Monte Cavo wird der Albaner See vom benachbarten Nemisee getrennt.
Die so genannte Artemisio-Tuscolana-Caldera, in der sich später der Albaner See bildete, wurde während einer Ausbruchsperiode mit sechs großen, explosiven Eruptionen vor 560.000 sowie 350.000 Jahren gebildet. Das Ausbruchsvolumen betrug mindestens 280 Kubikkilometer. In dem Kraterkessel bildeten sich später neue Vulkangebäude und Krater durch phreatomagmatische Explosionen, und vor etwa 69.000 Jahren entstand der heutige Albaner See durch eine Maar-Explosion. Historische Meldungen über Ausbrüche in römischer Zeit sind unsicher, jedoch sind seismische Schwärme mit einer jeweiligen Dauer von bis zu zwei Jahren gesichert. Der (Stand Januar 2017) letzte bedeutsame ereignete sich in den Jahren 1989 und 1990.
Seit Mitte der 1990er Jahre ist der Wasserspiegel des Sees deutlich gesunken. Der Grund dafür ist der große Wasserverbrauch der umliegenden Kommunen und der päpstlichen Gärten.
Namensgebend für den See ist die Stadt Albano Laziale, der See selbst gehört allerdings zum Gemeindegebiet von Castel Gandolfo. Im Rahmen der Olympischen Sommerspiele 1960 in Rom wurden auf dem See die Ruder- und Kanuregatten ausgetragen.

## Bildergalerie

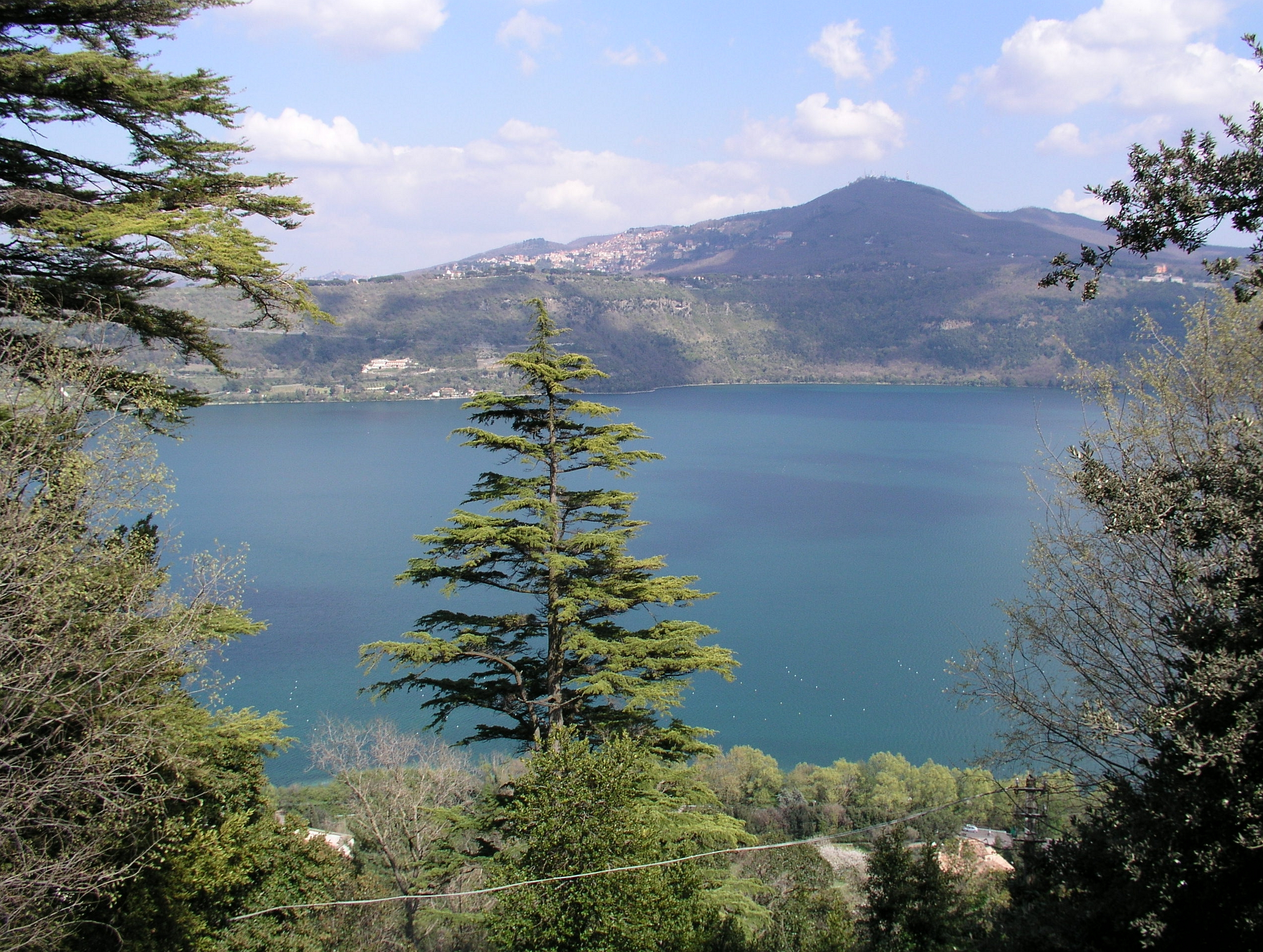
Blick von Castel Gandolfo auf den Albaner See und den Monte Cavo
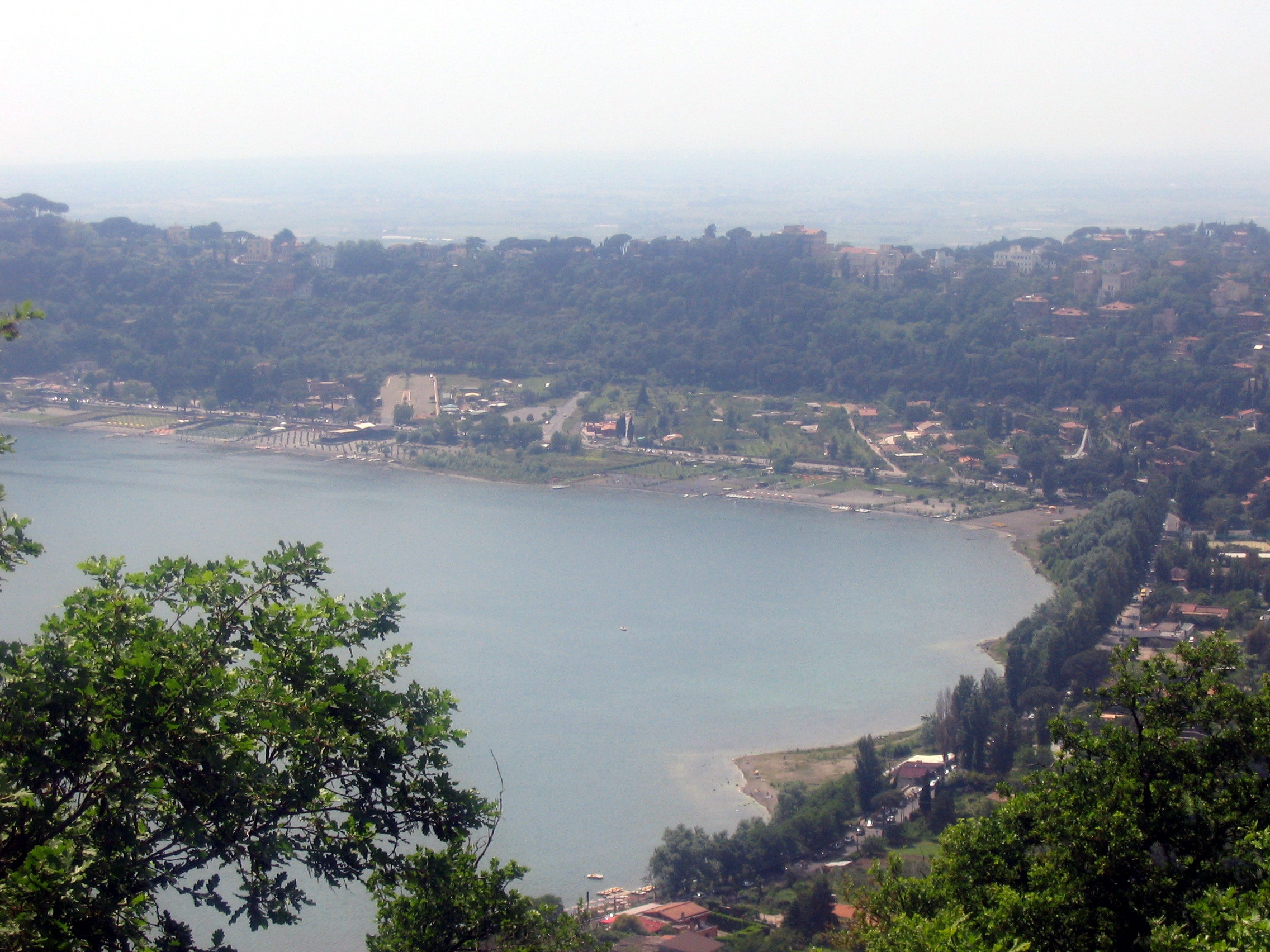
Castel Gandolfo am Albaner See (Mai 2006)
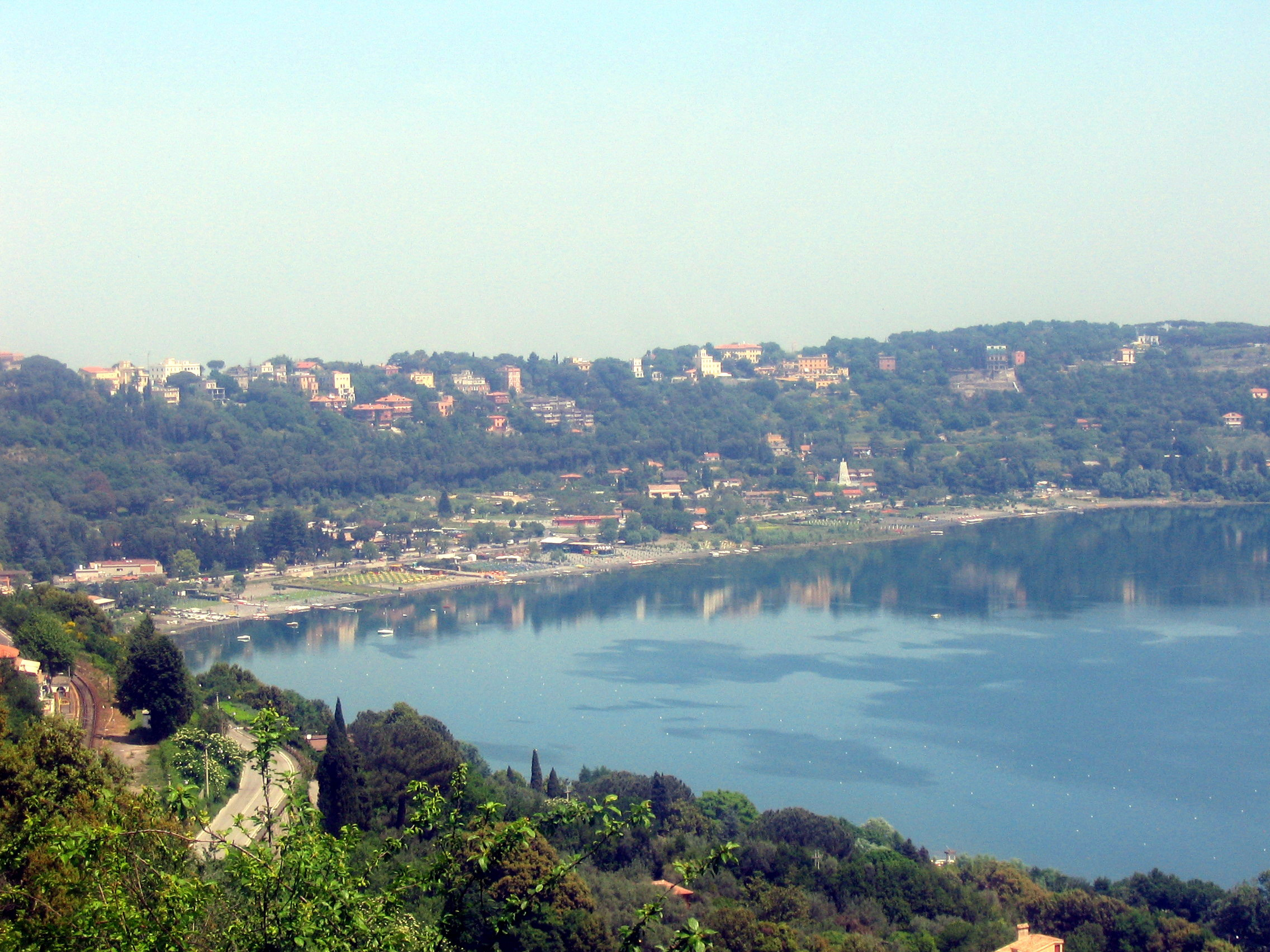
Castel Gandolfo am Albaner See (Mai 2006)